# ناحية سرغايا
ناحية سرغايا إحدى نواحي سوريا تتبع إداريّاً لمحافظة ريف دمشق منطقة الزبداني ومركزها بلدة سرغايا، بلغ تعداد سكان الناحية 9,475 نسمة حسب التعداد السكاني لعام 2004.

## بلدات وقرى ناحية سرغايا
عين حور، سرغايا.